# سامبا دیاکیت
سامبا دیاکیت (انگلیسی: Samba Diakité؛ زادهٔ ۲۴ ژانویهٔ ۱۹۸۹) بازیکن فوتبال اهل فرانسه است.
از باشگاه‌هایی که در آن بازی کرده‌است می‌توان به باشگاه فوتبال نانسی، باشگاه فوتبال کویینز پارک رنجرز، باشگاه فوتبال الاتحاد، و باشگاه فوتبال واتفورد اشاره کرد.
وی همچنین در تیم ملی فوتبال مالی بازی کرده‌است.